# Lutogniewice
Lutogniewice (německy Schönfeld) jsou vesnicí v Polsku, v Dolnoslezském vojvodství, okres Zhořelec (Powiat zgorzelecki). Vesnice je součástí gminy Bogatynia a je sídlem sołectwa. Silnice ji spojuje s nedalekou českou vesnicí Andělka.

## Historie

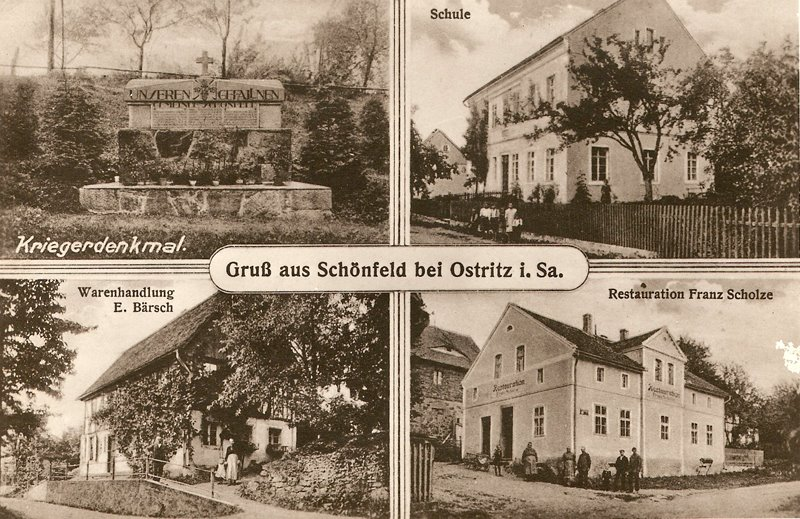
Staré Lutogniewice

Poprvé se název vesnice objevuje jako Schonynfeld v roce 1294. Ve středověku byly Lutogniewice rozděleny na dvě části, jedna patřila městu Zhořelec a druhá městu Žitava. V roce 1396 koupil od Heinricha von Kyaw zhořeleckou část vesnice spolu s polnostmi v nedalekém Krzewinie klášter Marienthal.
Druhá část vesnice se stala součástí klášterního majetku v roce 1408, kdy ji jako dědictví od svých bratří obdržela představená Markéta II. z Gerštorfu.
V roce 1813, v době napoleonských válek žilo v Schönfeldu, (Lutogniewicích), 13 sedláků (Bauern), 18 půlláníků (Gärtner) a 33 chalupníků (Häusler), jak o tom svědčí zápis o ubytování vojáků protinapoleonovské koalice . Budova školy byla v obci vystavěna v roce 1874 a v roce 1882 byla zde zřízena celnice. Administrativně byla obec řízena z městečka Ostritz.

Po skončení 2. světové války připadlo území ležící na pravém břehu Lužické Nisy Polsku a vesnice byla prvními polskými obyvateli přejmenována na Polówek . Tento název, který odpovídal jak německému Schönfeld, tak hornolužickému pojmenování Jasne Polo pola Žitawy, byl v padesátých letech 20. století Komisí pro místní názvy (Komisja Ustalania Nazw Miejscowych) změněn na Lutogniewice.

## Současnost
Lutogniewice jsou nejsevernější obcí gminy Bogatynia. V zemědělství pracuje většina ze současných 223 obyvatel obce. Děti navštěvují školu v Działoszynie a obec je součástí farnosti v Krzewinie. V prostoru Lutogniewic a sousedních obcí má být vybudován velký park větrných elektráren.
V obci končí cyklotrasa Pašerácká stezka, která vychází z  vesnice Hartau u Žitavy v Německu a vede podél česko-polských hranic až do Lutogniewic.

## Galerie

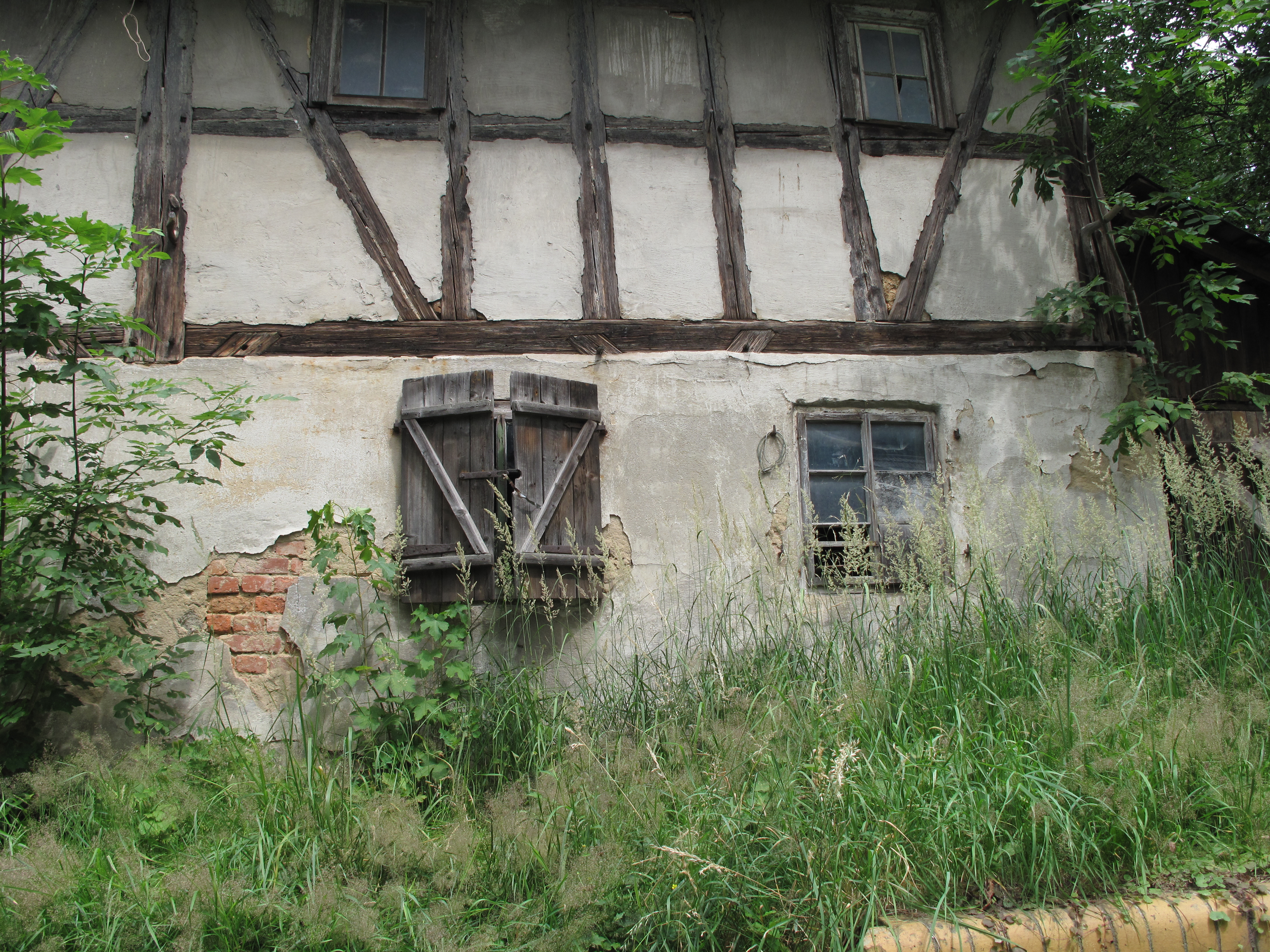
Část hrázděného domu
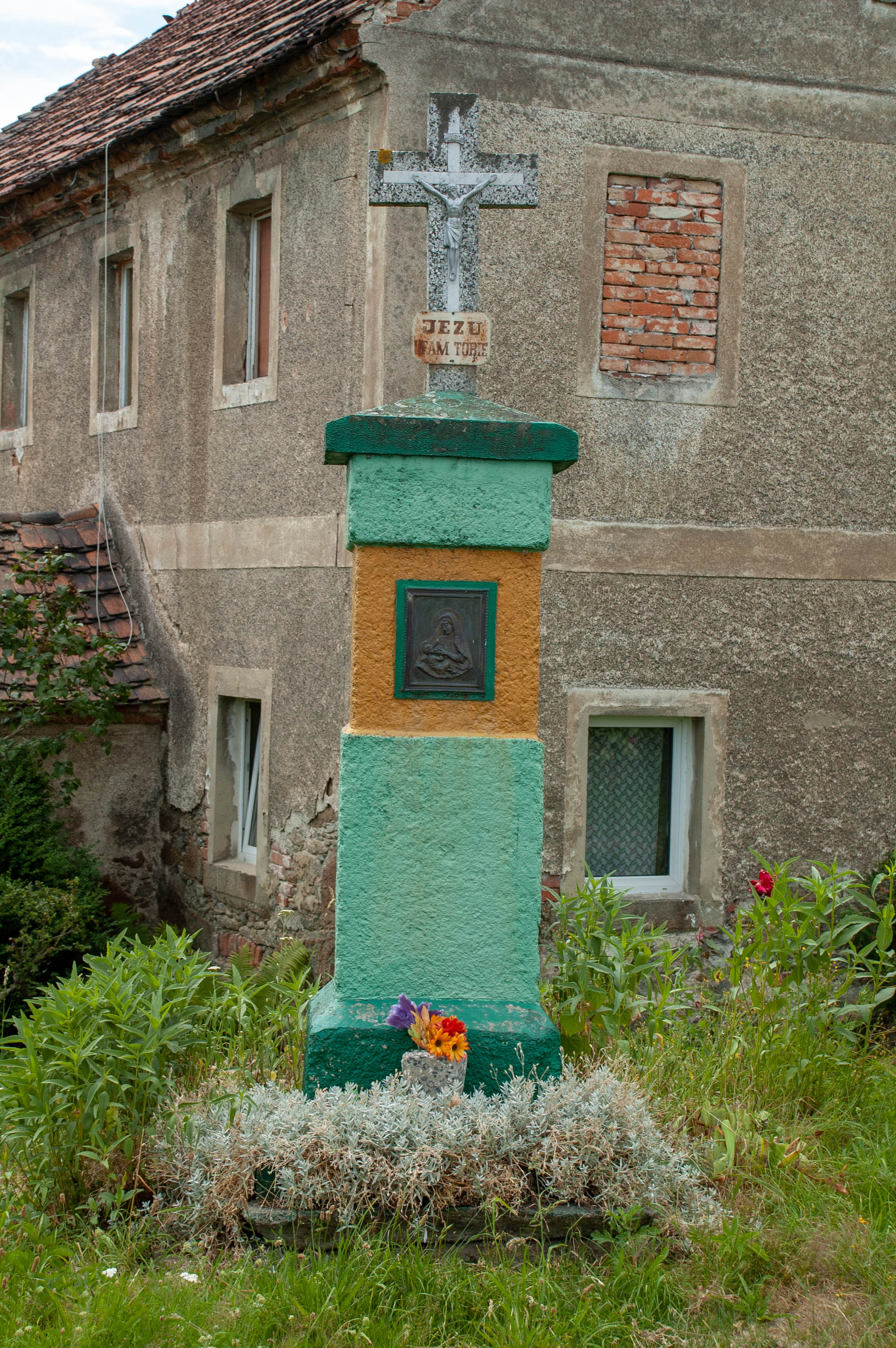
Křížek
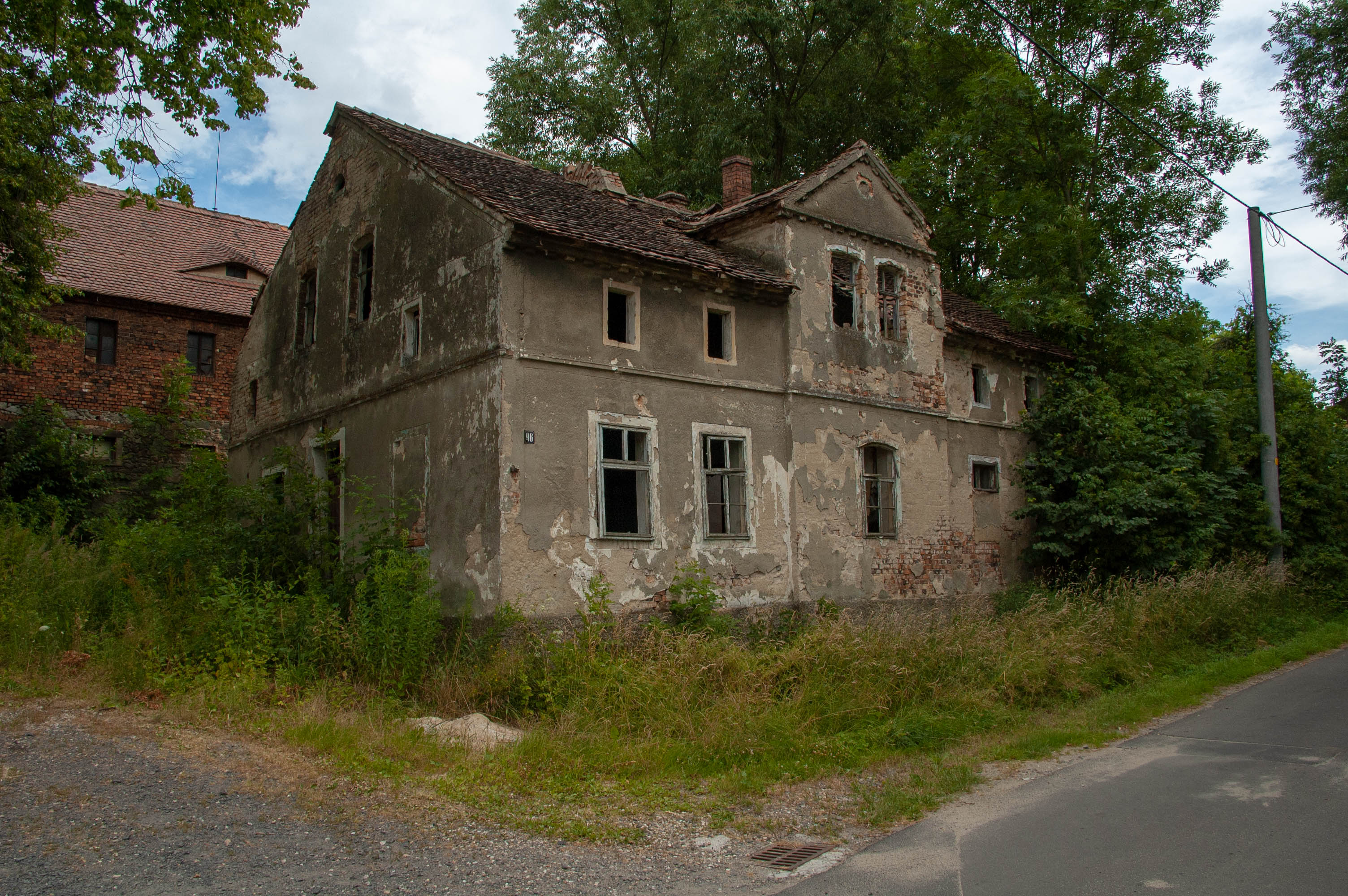
Opuštěné stavení
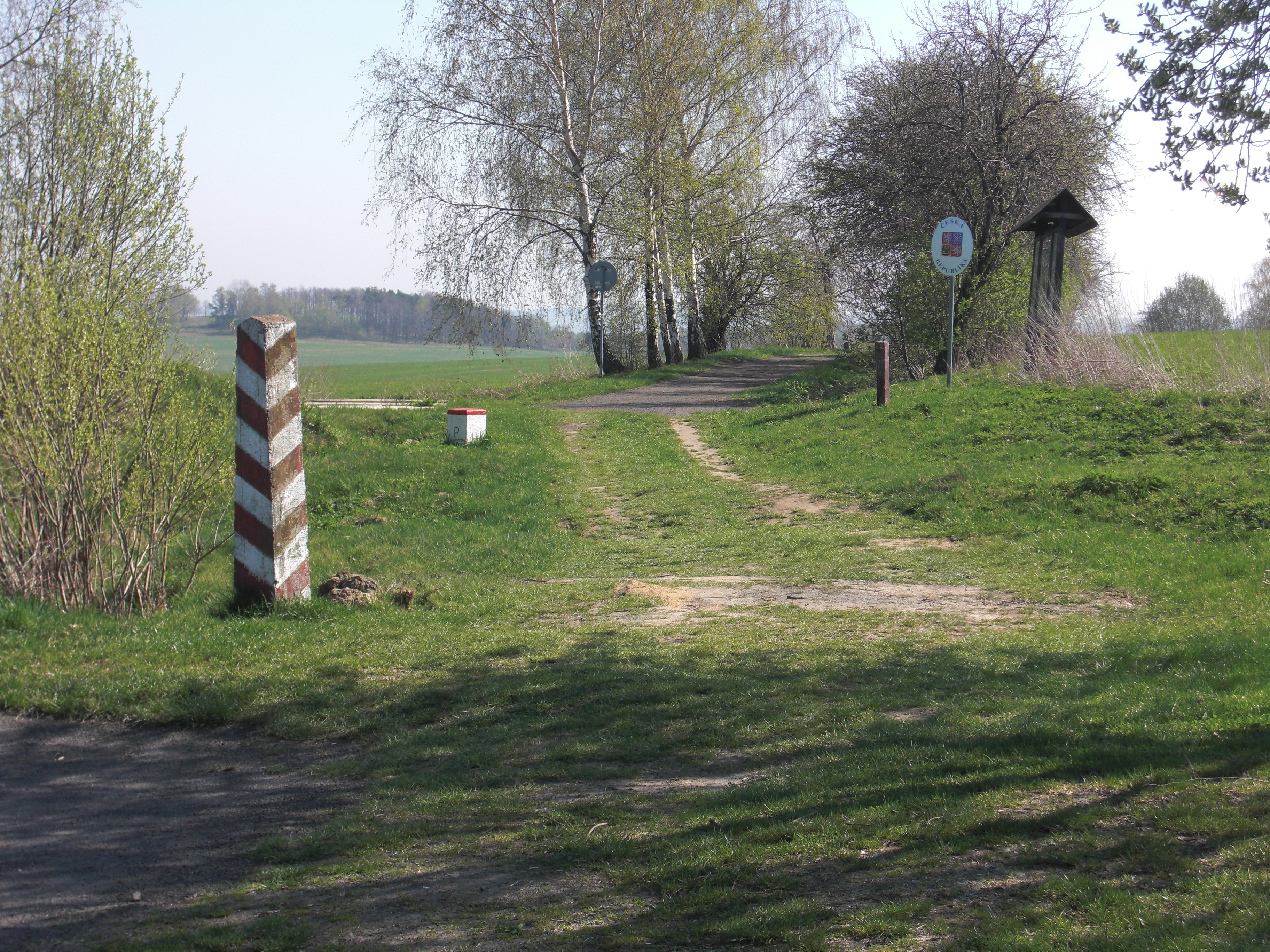
Hraniční přechod Lutogniewice-Andělka